# باراغواي في الألعاب الأولمبية
الباراغواي في الألعاب الأولمبية الألعاب الأولمبية هي من أهم الأحداث الرياضية في الباراغواي ، تقوم اللجنة الأولمبية الباراغوايانية بالإشراف في شؤون مشاركة الباراغواي في الألعاب الأولمبية، شاركت الباراغواي أول مرة في الألعاب الأولمبية في دورة 1968 في مكسيكو في المسكيك، فازت الباراغواي بميدالية فضية واحدة كانت عن طريق منتخب كرة القدم الذي فاز بها في دورة 2004 في أثينا في اليونان.